# 同期軌道
同期軌道（どうききどう、英:Synchronous orbit）は、軌道の中心となる重力体の自転周期と軌道を描く物体の公転周期が同一になる軌道。地球に対して使われることが多いが、実際は多くの天体に同期軌道があり、すべての天体に存在しうる。ただし、母星の自転周期が長すぎれば軌道半径が大きくなって重力場に留まることができなくなり、自転周期が短すぎれば軌道半径が短くなって母星の重力に飲み込まれるため、このような場合は同期軌道が存在しない。

## 特徴
赤道上で円形の同期軌道にある衛星は地上の観測者からは動かないように見え、静止衛星と呼ばれる。しかしながら同期軌道はこのような場合だけではなく、軌道が円形でないことや赤道上にないこともあり、母星の自転と軌道体の公転の周期が同じになってさえいれば、同期軌道ということができる。同期軌道であれば軌道がどのように変化しても、母星上空のある程度の範囲内を動き回るだけであり、地上観測に向いている。非赤道上の円形の同期軌道であれば地上から観測すれば南北を上下するように見え、赤道上の楕円形の同期軌道であれば軌道が東西に揺れ、楕円形の軌道で非赤道上の軌道であればこれらの軌道の組み合わせによってアナレンマと呼ばれる8の字のような軌道を描く。

## 同期軌道の分類
他の多くの軌道の用語のように、同期軌道もその軌道の形態によって特殊な名前のものがある。地球に対して赤道上で円形の同期軌道は静止軌道と呼ばれる。それ以外の場合の地球に対する同期軌道は対地同期軌道と呼ばれる。火星の場合にもこれに対応する用語があり、火星静止軌道(areostationary)、火星同期軌道(areosynchronous)と呼ばれる。

## 同期軌道の例
天文学的例には冥王星の衛星カロンが上げられる。しかし一般的には通信のための人工衛星を静止衛星として使うために同期軌道を使用する例が多い。
天然の衛星に関しては母星からの潮汐固定によってのみ同期軌道を得ることができ、母星はまた軌道を描く物体の自転と公転を同期化していく。潮汐固定は小さい天体に対しては効果が早く、同期軌道が達成される時間までにすでに長い間自転と公転が同期化し、固定されている。